# Thurston Moore
Thurston Moore (* 25. Juli 1958 in Coral Gables, Florida) ist ein US-amerikanischer Gitarrist, Songwriter und Sänger, der vor allem mit der Band Sonic Youth bekannt wurde.

## Biografie
Moore wurde in Coral Gables, Florida geboren und wuchs dort und in Bethel, Connecticut auf. Ein Studium der Publizistik, das er 1976 an der Western Connecticut State University begonnen hatte, brach er nach einem Semester ab, um dann nach New York zu ziehen. 1980 wurde er Mitglied von Glenn Brancas Ensemble, in der zu dieser Zeit bereits Lee Ranaldo spielte. Dort begegnete er erstmals den alternativen Gitarren-Stimmungen, die später auch ein typisches Markenzeichen der Gitarrenarbeit von Sonic Youth werden sollten. Moore spielte mit Branca auch einige seiner ersten Symphonien ein.
Später veröffentlichte Moore mehrere Soloalben, darunter 1995 Psychic Hearts, 1999 Root, 2007 Trees Outside the Academy und im Jahr 2011 Demolished Thoughts und gründete mit Richard Hell das Nebenprojekt Dim Stars. Auch arbeitete er mit Borbetomagus zusammen.
Moore betreibt außerdem das Independent-Label Ecstatic Peace!, auf dem aber nur selten Aufnahmen von Sonic Youth erscheinen. Neben einigen Werken von Künstlern wie Lydia Lunch oder Karlheinz Stockhausen erscheinen dort vor allem Arbeiten unbekannterer Musiker wie Fursaxa, Hush Arbors und Arthur Doyle.
Im Jahr 1984 heiratete er Kim Gordon, 1994 wurden sie Eltern. Im Oktober 2011 gaben Moore und Gordon das Ende ihrer 27-jährigen Ehe bekannt. Nach der Trennung zog Thurston mit seiner neuen Partnerin von New York weg nach London.
2012 erschien mit YOKOKIMTHURSTON ein Album aus einer Zusammenarbeit von Thurston Moore, Kim Gordon sowie Yoko Ono. Das im Oktober 2014 herausgekommene Soloalbum The Best Day, wiederum auf Matador Records, erhielt gute Besprechungen.
Im August 2012 schloss sich Moore als Gitarrist der Black-Metal-Supergroup Twilight um den Sänger und Bassisten Neill "Imperial" Jameson an. Gemeinsam mit dieser Black-Metal-Band nahm er das Album "III: Beneath Trident’s Tomb" auf, das 2014 erschien.
Der Rolling Stone listete Moore 2011 auf Rang 99 der 100 größten Gitarristen aller Zeiten. In einer Liste aus dem Jahr 2003 hatte er Rang 34 belegt.

## Diskografie (Auswahl)
- Piece for Jetsun Dolma
- Lost to the City
- Root
- Promise (Thurston Moore, Evan Parker & Walter Prati)
- Three Incredible Ideas
- 1993 - Shamballa (Knitting Factory|Knitting Factory Works) William Hooker mit Elliott Sharp und Thurston Moore

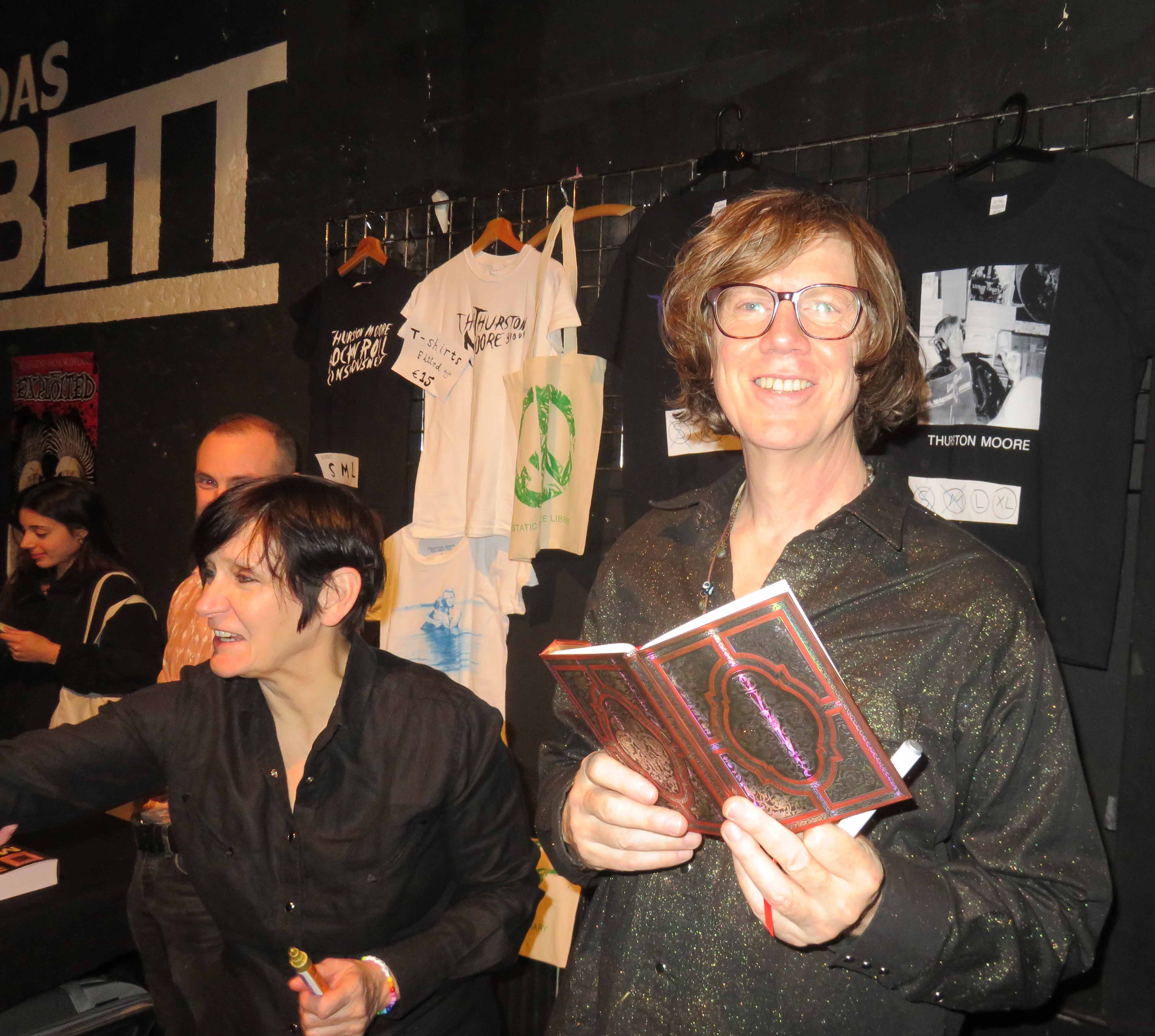
Thurston Moore im Musikclub Das Bett in Frankfurt am Main (2019)

### Soloalben
- 1995: Psychic Hearts, Geffen Records
- 2007: Trees Outside the Academy, Ecstatic Peace
- 2011: Demolished Thoughts, Matador Records 953
- 2014: The Best Day, Matador Records 1062
- 2017: Rock n Roll Consciousness, Caroline
- 2019: Spirit Counsel
- 2020: By the Fire
- 2024: Flow Critical Lucidity

### Mit Kim Gordon und Yoko Ono
- YOKOKIMTHURSTON, 2012

### Chelsea Light Moving
- Chelsea Light Moving – Chelsea Light Moving, Matador Records, 2013